# Tharpyna albosignata
Tharpyna albosignata is een spinnensoort in de taxonomische indeling van de krabspinnen (Thomisidae).
Het dier behoort tot het geslacht Tharpyna. De wetenschappelijke naam van de soort werd voor het eerst geldig gepubliceerd in 1876 door Ludwig Carl Christian Koch.